# Max Payne (film)
Pour les articles homonymes, voir Max Payne (homonymie).
Pour plus de détails, voir Fiche technique et Distribution.
Max Payne est un film américano-canadien adapté du jeu vidéo du même nom, réalisé par John Moore et sorti en 2008. Les rôles principaux sont joués par Mark Wahlberg, Mila Kunis et Beau Bridges.

## Synopsis
Dans la ville de New York, le détective Max Payne (Mark Wahlberg) travaille dans l'unité des affaires non résolues après y avoir été transféré trois ans plus tôt. Il est obsédé par l'idée de trouver les meurtriers de sa femme Michelle (Marianthi Evans) et de leur bébé. Dans sa recherche, il obtient une information de son indicateur, Trevor (Andrew Friedman), lequel le mène à Doug. S'enfonçant encore plus dans les profondeurs de la nuit new-yorkaise, Max va découvrir l'existence d'un complot militaire fomenté par l'une des plus puissantes sociétés pharmaceutiques au monde : Aesir Corporation.

## Fiche technique
- Titre : Max Payne
- Réalisation : John Moore
- Scénario : Beau Thorne
- Direction artistique : Andrew M. Stearn
- Photographie : Jonathan Sela
- Montage : Dan Zimmerman
- Musique : Marco Beltrami
- Production : Scott Faye et Julie Yorn
- Société de production et de distribution : 20th Century Fox
- Pays d’origine :  Canada /  États-Unis
- Langue originale : anglais
- Format : Couleurs - 35mm - 2,35:1 - Dolby Digital / DTS
- Genre : action, policier
- Durée : 100 minutes
- Budget : 35 millions $
- Dates de sortie :
  - États-Unis : 13 octobre 2008 (première à Hollywood), 13 octobre 2008 (Festival d'Austin), 17 octobre 2008 (sortie nationale)
  -  Australie /  Philippines : 15 octobre 2008 (premières sorties nationales dans le monde)
  -  Québec : 17 octobre 2008
  -  France : 12 novembre 2008
  -  Suisse : 12 novembre 2008 (Suisse romande), 20 novembre 2008 (Suisse alémanique)
  -  Belgique : 26 novembre 2008
- Public : 
  - France : Interdit aux moins de 12 ans
  - États-Unis : R
  - Québec : 13+

## Distribution
- Mark Wahlberg (VF : Bruno Choël ; VQ : Martin Watier) : Max Payne
- Mila Kunis (VF : Marjorie Frantz ; VQ : Camille Cyr-Desmarais) : Mona Sax
- Beau Bridges (VF : Marc Alfos ; VQ : Jean-Luc Montminy) : BB Hensley
- Chris « Ludacris » Bridges (VF : Frantz Confiac ; VQ : Thiéry Dubé) : Jim Bravura
- Chris O'Donnell (VF : Luc Boulad ; VQ : Gilbert Lachance) : Jason Colvin
- Donal Logue (VF : Jean-François Aupied) : Alex Balder
- Amaury Nolasco (VF : Laurent Morteau ; VQ : Guillaume Champoux) : Jack Lupino
- Kate Burton (VQ : Claudine Chatel) : Nicole Horne
- Olga Kurylenko (VF : elle-même ; VQ : Pascale Montreuil) : Natasha Sax
- Jamie Hector (VF : Sidney Kotto) : Lincoln Deneuf
- Andrew Friedman (VF : Michel Mella ; VQ : Luis de Cespedes) : Trevor
- Marianthi Evans : Michelle Payne
- Nelly Furtado : Christa Balder
- Philip Williams (VF : Jean-Claude Sachot) : le sergent Adams
- Stephen R. Hart (VF : Michel Vigné) : le propriétaire du salon de tatouage

## Bande originale
1. Max Attacks (3:52)
2. Investigation (3:30)
3. Payneful Piano (2:17)
4. Colvin Quivers (3:34)
5. Dethlab (2:33)
6. Storming The Office (1:55)
7. No Respects For You (2:37)
8. Lupino Spreads His Wings (1:51)
9. Max Returns Home (2:05)
10. Factoring Max (1:48)
11. Window Payne (3:33)
12. Dark Heaven (2:40)
13. Vote For Dennis (2:05)
14. BB's Maxim (2:48)
15. Max Marches On (2:26)
16. Heaven To The Max (1:48)
17. Topless Fanfare (3:10)

## Accueil

### Critiques
Le film a été largement mal reçu par les critiques et les fans du jeu vidéo : il reçoit majoritairement des critiques négatives, avec une note de 16 % sur Rotten Tomatoes sur la base de 134 critiques, avec le consensus suivant : « Bien qu'il vante une action stylée, Max Payne souffre énormément d'un complot illogique et d'un surdirection ». Un autre agrégateur de critiques, Metacritic, a attribué au film une cote de popularité de 31⁄100, sur la base de 25 critiques relevant de la catégorie « critiques généralement défavorables ». Les membres ont estimé que le jeu d'acteur de Wahlberg était suffisamment mauvais pour être nommé pour un Razzie dans la catégorie du pire acteur pour son interprétation dans Max Payne.
Bakchich considère que, parmi les adaptations de jeux vidéo au cinéma, ce film représente « un naufrage total, un nanar plaqué or ». Télérama regrette aussi la piètre qualité des transpositions de jeu vidéo au cinéma et précise : « scénario sacrifié aux effets spéciaux, héros aussi expressif que son double de pixels, montage illisible, musique tonitruante ». Le critique Jérémie Couston ajoute : « Mark Wahlberg réussit à être horriblement mauvais ».
De manière générale, le film a donc été jugé très sévèrement par les critiques presse et par la majorité des spectateurs, fans ou non du jeu vidéo, qui dénoncent un film ennuyeux et même hors-sujet par rapport à l'univers dont il est tiré.

### Box-office
| Pays ou région    | Box-office      | Date d'arrêt du box-office | Nombre de semaines |
| ----------------- | --------------- | -------------------------- | ------------------ |
| États-Unis Canada | 40 689 393 $    | 15 janvier 2009            | 13                 |
| France            | 399 127 entrées | -                          | -                  |
| Total mondial     | 85 416 905 $    | -                          | -                  |

## Autour du film
- Olga Kurylenko avait déjà joué dans une adaptation d'un jeu vidéo : Hitman de Xavier Gens (2007).
- Aux États-Unis, le film est sorti dans 3 376 salles de cinéma[3].
- Tobey Maguire a été pressenti pour incarner le personnage de Jason Colvin tandis qu'une actrice quasi inconnue du nom de Deborah Rombaut devait incarner le personnage de Mona Sax.
- Le tournage du film a commencé le 3 mars 2008. Il a duré 50 jours et plusieurs décors naturels ont été utilisés[4]
- Huit semaines de travail ont été nécessaires pour construire et habiller le décor des bureaux du siège de la société Aesir Corp, un décor gigantesque sur un plateau des Cinespace Studios puis l'équipe des effets spéciaux a ensuite passé une semaine entière à truffer le décor[4].
- Le tournage de la scène de fusillade chez Aesir Corp. a duré une semaine et au total ce sont environ 5 000 micro-charges qui furent utilisées, ainsi que mille capsules de sang explosives et cartouches pré-impactées pour simuler les impacts de balles[4].

### Différences avec le jeu vidéo
- Dans le jeu, Max Payne est un détective de NYPD qui rejoint la brigade des stupéfiants après que les voyous du Valkyr ont tué sa femme et son enfant. À cette époque, Max est un infiltré clandestin dans la famille mafieuse Punchinello sous les ordres de Jack Lupino, avec Alex Balder comme contact. Alex est tué par un agresseur inconnu, et Max est le suspect numéro un. Il se livre à des actes de violence contre la famille des Punchinello, par soif de vengeance et parce qu'il est déjà une cible.
- Dans le film, trois hommes se sont introduits chez Max, dont deux (sous l'empire de la drogue V) se font tuer par Max. Le troisième réussit à s'enfuir et Max le recherche depuis. Dans le jeu, trois hommes également sous l'empire du V s'introduisent chez Max mais les trois sont abattus par celui-ci, qui ne cherche par la suite qu'à remonter la filière du V.
- Dans le film, Balder se fait vraisemblablement tuer par Jack Lupino dans son appartement. Dans le jeu, c'est B.B. qui l'assassine dans le métro.
- Dans le film, Mona Sax a une petite sœur, Natasha, qui se fait tuer par Lupino. Dans le jeu, Mona a une sœur jumelle, Lisa, qui se fait tuer par Puchinello.
- Dans le film, le V est une substance liquide de couleur bleue qui s'ingère par simple voie orale. Cela ne colle d'ailleurs pas avec une référence directe faite au jeu au début du film (scène dans les toilettes du métro) où se trouve sur un mur un tag représentant un V surmonté d'une seringue. Dans le jeu, le V est un liquide vert qui s'injecte dans les veines.
- Dans le film, Max tue enfin l'assassin de sa femme, B.B. le fameux troisième homme, d'une balle en plein cœur, sur la piste de décollage d'hélicoptère au sommet de la tour Aesir. Dans le jeu, Max fait sauter l'hélicoptère dans lequel se trouve Nicole Horne, en faisant tomber l'antenne radio au sommet de la tour Aesir.
- Dans le film, Jim Bravura est un jeune lieutenant noir. Dans le jeu, Jim Bravura est un vieux lieutenant blanc fatigué et cardiaque.
- Dans le film, Max trouve des documents clés stockés dans des conteneurs aux entrepôts Gognitti. Dans le jeu, les entrepôts ne sont qu'un passage menant Max au cargo bourré d'armes dont il s'emparera afin de mettre toutes les chances de son côté pour régler ses comptes. Peu avant ce moment, Max aura également suivi à la trace une petite crapule nommée Vinnie Gognitti.
- De nombreux personnages importants du jeu ne sont pas présents dans le film, tels que les frères Finito, Vinnie Gognitti, Vladimir Lem, le Trio, Alfred Woden ou encore Candy Dawn.

### Clins d'œil directs au jeu vidéo
- Une des premières scènes du film, qui se passe dans la station de métro Rosco Street, est une référence directe au premier niveau du jeu. Un échange de balles a même lieu dans les toilettes de cette station. D'ailleurs, un des junkies se fait écraser par la rame de métro, exactement comme on peut l'être dans le jeu si l'on n'y prend pas garde.
- Lors des investigations de Max, ce dernier se rend dans une boîte de nuit où des cierges se trouvent disposés dans le décor (au second plan), référence à la planque de Lupino dans le jeu et son côté satanique.
- Dans une séquence de bullet time qui dure près d'une minute, Max plonge en arrière et tire une décharge de calibre 12 pour abattre un homme posté juste au-dessus de lui.
- La police d'écriture utilisée, y compris pour l'encart « Une semaine plus tôt » au début du film, est la même que celle du logo des jeux.